# 2019 UB4
 (octobre 2019).
2019 UB4 est une planète mineure du système solaire, plus précisément un petit astéroïde Apollon. Cet astéroïde a une orbite similaire à celle de la Terre : un demi-grand axe de 1,01 unité astronomique, tout juste supérieur à celui de la Terre, une excentricité faible de 0,09 et une faible inclinaison de 0,8 degré. Avec une magnitude absolue H de 29,1, sa taille doit être comprise entre 4 et 10 mètres.